# 弗拉德基诺站 (莫斯科中央环线)
弗拉德金诺站（羅馬化：Vladykino），是莫斯科中央环线的一个车站。得名于所在的弗拉德金诺区。开通于2016年9月10日。车站有2个侧式站台。可换乘莫斯科地铁谢尔普霍夫－季米里亚泽夫线弗拉德金諾站。
工作日平均乘客量为18300人。